# Myrolubiwka (rejon biłozerski)
Myrolubiwka (ukr. Миролюбівка) – osiedle na południu Ukrainy, w obwodzie chersońskim, w rejonie biłozerskim. W 2001 roku liczyło 1543 mieszkańców.

## Historia
Miejscowość została założona na początku XX wieku, pierwsi osadnicy pochodzili z pobliskich osad Stanisław i Szyroka Bałka. Pierwotnie nazywała się Czechowycza. W latach 1922–2016 nosiła nazwę Radianśke.